# Rhizidium elongatum
Rhizidium elongatum är en svampart som beskrevs av Karling 1949. Rhizidium elongatum ingår i släktet Rhizidium och familjen Chytridiaceae.   Inga underarter finns listade i Catalogue of Life.